# Dorfkirche Neuküstrinchen

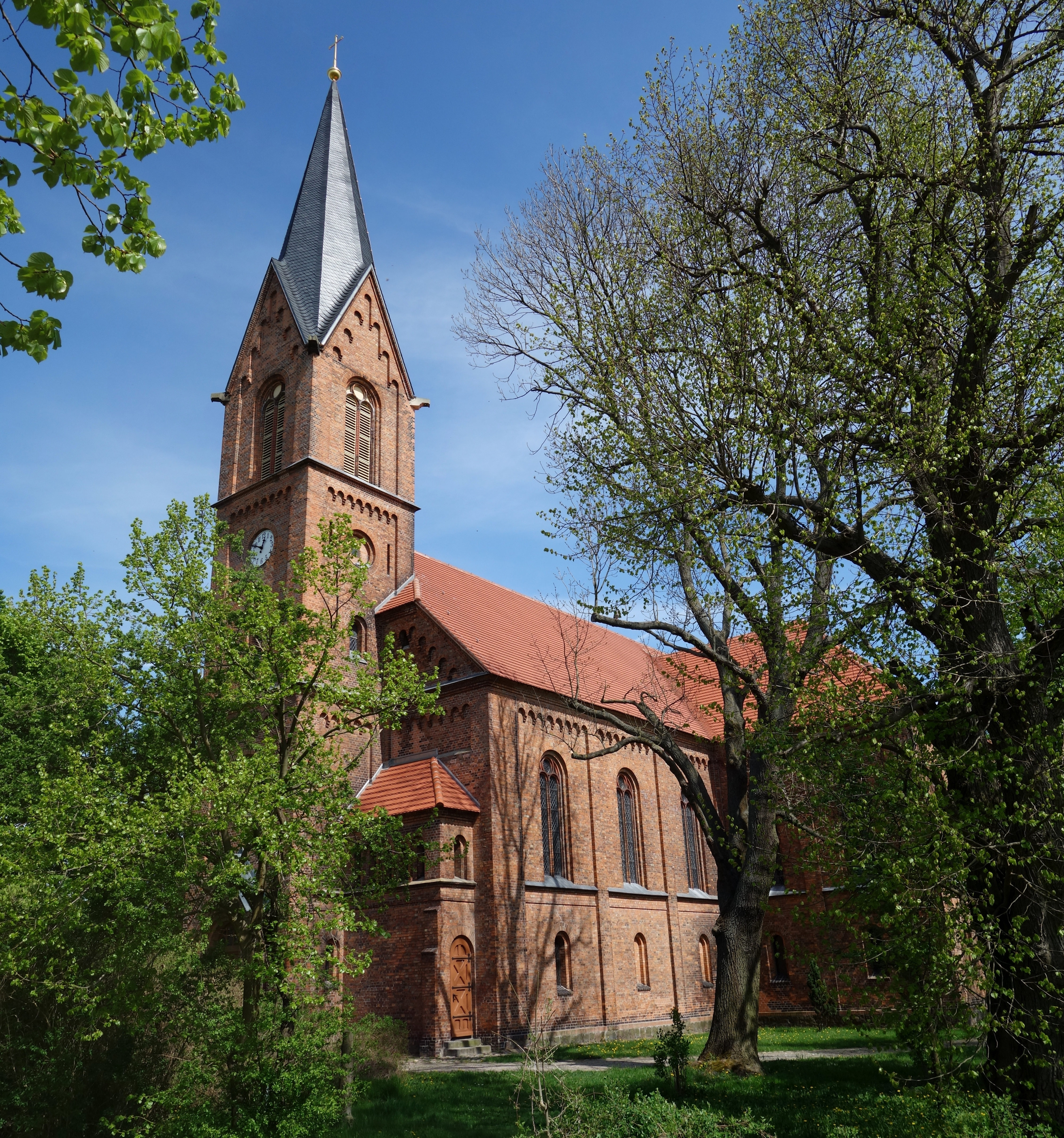
Dorfkirche Neuküstrinchen

Die evangelische, denkmalgeschützte Dorfkirche Neuküstrinchen steht in Neuküstrinchen, einem Ortsteil der Gemeinde Oderaue im Landkreis Märkisch-Oderland in Brandenburg. Die Kirche gehört zum Kirchenkreis Oderland-Spree der Evangelischen Kirche Berlin-Brandenburg-schlesische Oberlausitz. Wegen ihres mächtigen Baukörpers mit ca. 1200 Sitzplätzen wird die Kirche auch als „Dom des Oderbruchs“ bezeichnet.

## Beschreibung

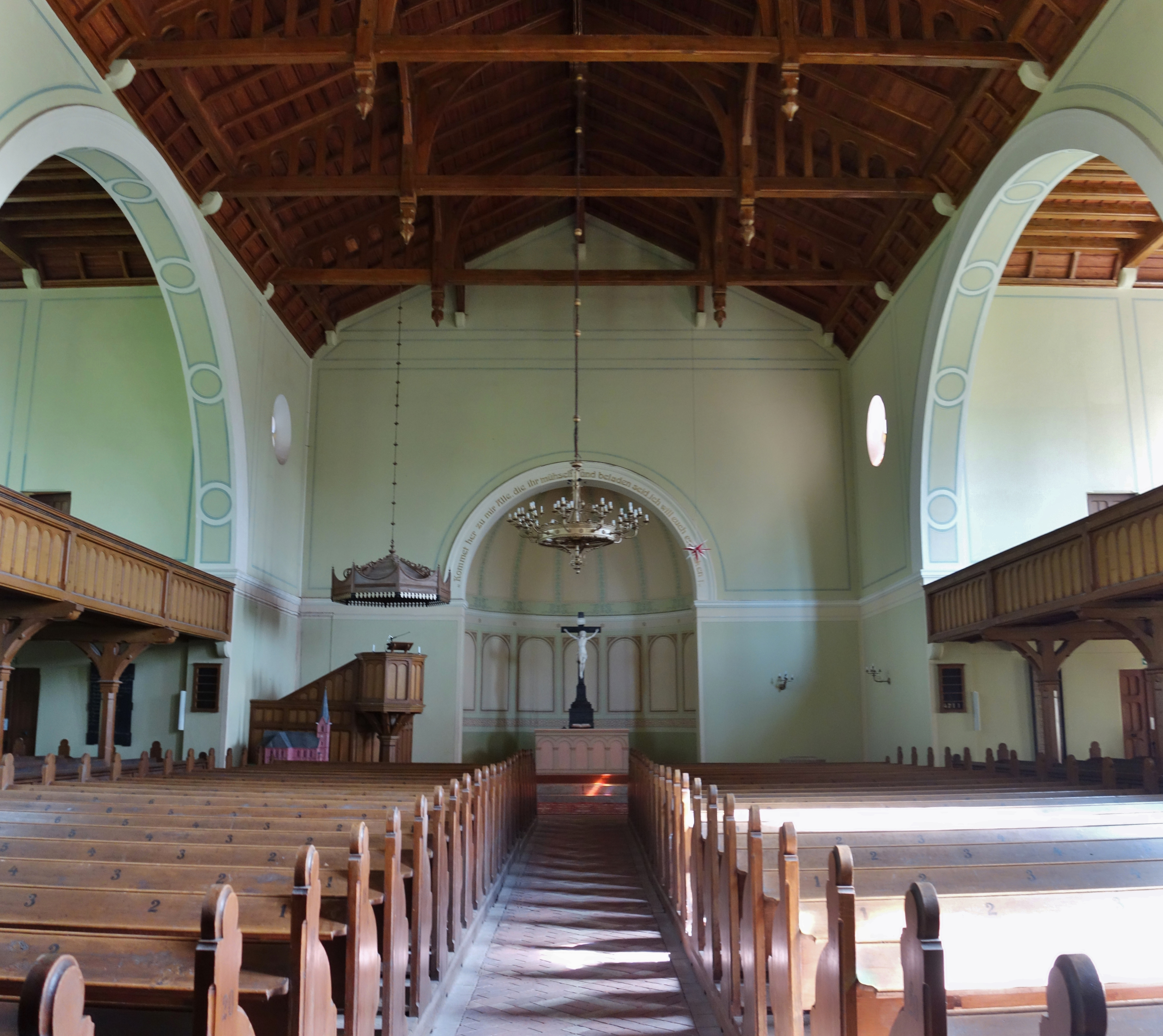
Inneres nach Osten. Blick auf Kanzel, Apsis und Altarkreuz

Die neuromanische Kreuzkirche wurde 1878–80 anstelle eines Vorgängerbaus aus Backsteinen errichtet. Der Baukörper besteht aus einem dreiachsigen, mit einem Satteldach bedeckten Langhaus, einem Querschiff, dessen Querarme mit Walmdächern bedeckt sind, einem Chor mit geradem Schluss und halbrunder Apsis im Osten und einem dreigeschossigen Kirchturm auf quadratischem Grundriss im Westen, der von niedrigen Anbauten für Treppenhäuser flankiert wird, und mit einem schiefergedeckten Faltdach versehen ist. Die Wände sind durch Lisenen und Bogenfriese gegliedert. Im Lang- und Querhaus haben sie zweireihig übereinanderliegende Fenster, oben große Maßwerkfenster, unten kleine Bogenfenster. An der Westseite des Kirchturms liegt das mit einem Giebel bedeckte Portal. Das zweite Geschoss beherbergt die 1903 gebaute Turmuhr, das dritte hinter den als Biforien gestalteten Klangarkaden an allen vier Seiten den Glockenstuhl, in dem nur noch die 1904 von Franz Schilling gegossene Kirchenglocke hängt.
Der Innenraum ist mit einer sichtbar belassenen Dachkonstruktion überspannt. Emporen sind in an der Westseite und in den Querarmen eingebaut. Die Kirchenausstattung stammt aus der Bauzeit. Die Inschrift auf dem Chorbogen gibt den Heilandsruf (Mt 11,28 ) wieder.

## Orgel

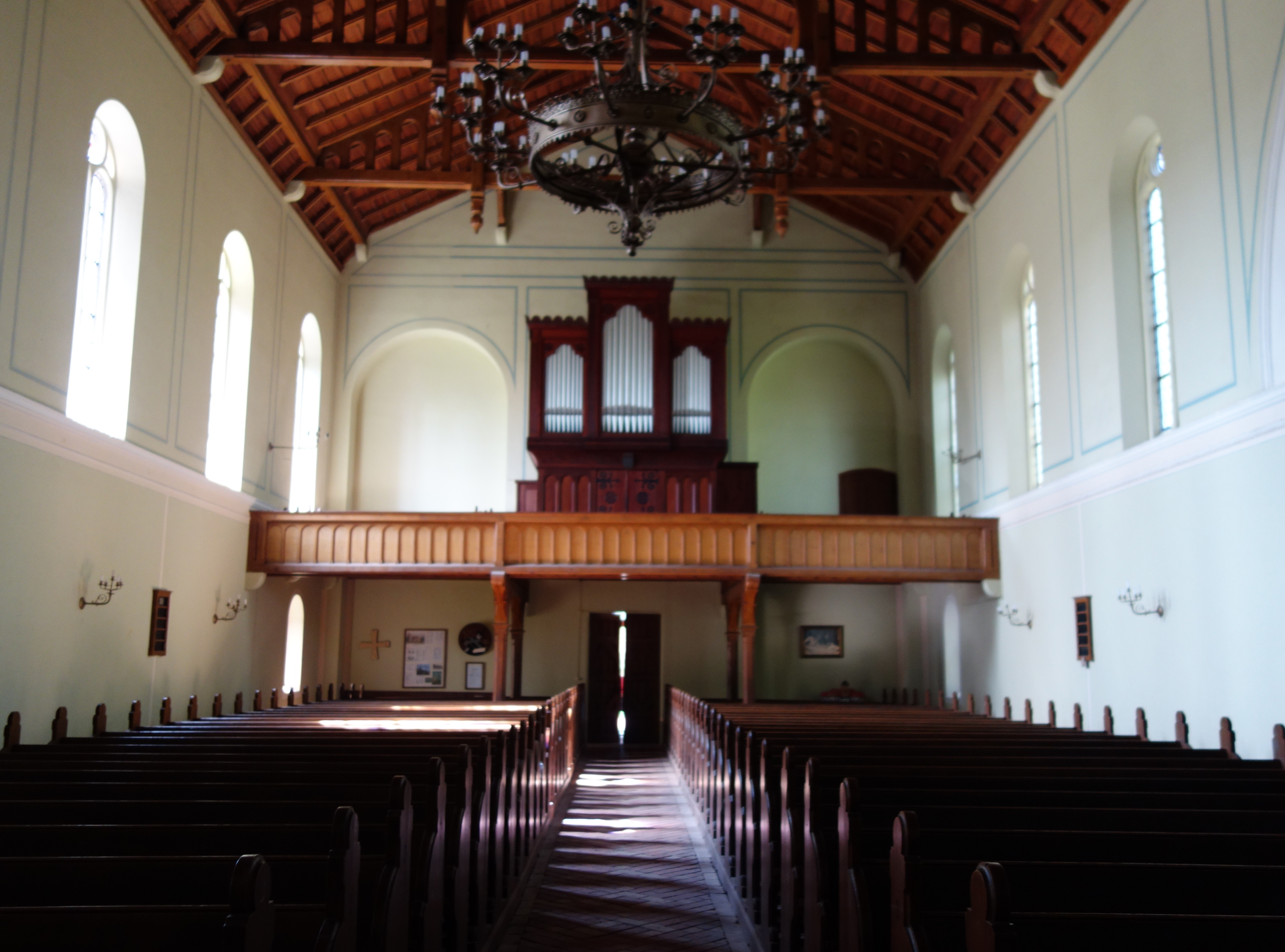
Inneres nach Westen. Blick zur Orgelempore

Zunächst wurde die Orgel aus dem Vorgängerbau übernommen; Näheres zu diesem Instrument ist nicht mehr bekannt. Die heutige Orgel mit 18 Registern auf zwei Manualen und Pedal wurde 1910 von der Orgelbauanstalt Wilhelm Sauer als Opus 1095 gebaut. 1917 mussten die Prospektpfeifen kriegsbedingt als Metallspende abgegeben werden; der danach eingebaute Ersatzprospekt aus Zink ist bis heute vorhanden. 2000/2001 wurde das Instrument von W. Sauer Orgelbau überholt. Die original erhaltene Disposition lautet:
| I Manual C–f3 |                  |     |                      |
| 1.            | Bordun           | 16′ |                      |
| 2.            | Principal        | 8′  | (teilw. im Prospekt) |
| 3.            | Gambe            | 8′  |                      |
| 4.            | Gemshorn         | 8′  |                      |
| 5.            | Flut harmonique  | 8′  |                      |
| 6.            | Oktave           | 4′  | (teilw. im Prospekt) |
| 7.            | Rohrflöte        | 4′  |                      |
| 8.            | Mixtur Cornet IV |     |                      |

| II Manual C–f3 |                 |    |  |
| 9.             | Geigenprincipal | 8′ |  |
| 10.            | Gedact          | 8′ |  |
| 11.            | Salicional      | 8′ |  |
| 12.            | Voix celest     | 8′ |  |
| 13.            | Concertflöte    | 8′ |  |
| 14.            | Spitzflöte      | 4′ |  |

| Pedal C–d1 |          |     |  |
| 15.        | Subbaß   | 16′ |  |
| 16.        | Violon   | 16′ |  |
| 17.        | Octave   | 8′  |  |
| 18.        | Baßflöte | 8′  |  |

- Koppeln: II/I, I/P, II/P als Druckknöpfe unter dem Manual
- Spielhilfen: Mezzoforte, Tutti, Auslöser
- Traktur: pneumatische Kegelladen